# Antoine Nguyên Van Thien
Antoine Nguyên Van Thien, né le 13 mars 1906 à Cái Cồn et mort le 13 mai 2012 à Mougins, à 106 ans, est un évêque catholique vietnamien, évêque titulaire d'Hispellum (de) depuis 1968.

## Biographie
Né le 13 mars 1906 en Indochine française, Antoine Nguyên Van Thien est ordonné prêtre le 20 février 1932, quelques jours avant ses 26 ans. En 1960, il est consacré évêque de Vinh Long.
Au cours du Concile Vatican II, il participe aux quatre sessions comme père conciliaire. En 1968, il est nommé évêque titulaire d'Hispellum (de). 
À sa mort, il était l'évêque catholique le plus vieux du monde à 106 ans et 62 jours.